# 阿不拉尤夫
阿不拉尤夫（1927年5月—），男，维吾尔族，新疆喀什人，中华人民共和国政治人物，曾任新疆维吾尔自治区文学艺术界联合会主席，新疆维吾尔自治区人大常委会副主任。